# 2021-es erbíli rakétatámadások
A 2021-es erbíli rakétatámadások során több rakétát kilőttek Erbíl, Kurdisztán régió fővárosa ellen Irakban.  Február 15-én helyi idő szerint 21:30-kor a várostól délre tizennégy rakétát lőttek ki. Három rakéta az amerikaiak vezette koalíció támaszpontját találta el az Erbíli nemzetközi repülőtér közelében, miközben a többi lakóövezeteket és polgári létesítményeket talált el a repülőtér környékén. A támadásban két ember meghalt, további 13 pedig megsebesült, köztük egy amerikai szolgálatos.
Kezdetben nem volt világos, ki lehetett az elkövető, az iraki és az amerikai hatóságok vizsgálatot indítottak, hogy kiderüljön, ki volt az elkövető. Ezután egy kevésbé ismert síita fegyveres csoport, a Saraya Awliya al-Dam magára vállalta a merényletet. Ennek ellenére sok iraki és ottani kurd vezető valamint több nyugati elemző is Iránt és az Irán által támogatott milíciákat sejti a merénylet hátterében. Az Irán és az Amerikai Egyesült Államok közötti hangulat már Kászem Szolejmáni meggyilkolása óta feszült. Ő egy magas rangú iráni parancsnok volt, a Kodsz Erők vezetője, akivel 2020. januárban végeztek. Iráni szervezetek cáfolták és elítélték a feltételezéseke, hogy közük lenne a támadásokhoz.
Ez volt az elmúlt év legvéresebb, legrosszabb merénylete amit amerikai koalíció ellen elkövettek Irakban, és 2020 vége óta ez volt az első, ahol 2020 vége óta nyugati haderőt vagy diplomáciai helyszínt vettek volna célkeresztbe. Ez volt a 2021. januárban beiktatott Biden vezette Amerika elleni legkomolyabb támadás, mely növelte a félelmet, hogy eszkalálódik a helyzet.  A támadás után az Észak-atlanti Szerződés Szervezete (NATO) bejelentette, hogy az Irakban állomásozó kontingensének méretét az addigi 500-ról 4000 főre növeli. Március 3-án a Kurdisztán régió terrorelhárítási egysége nyilvánosságra hozott egy hangfelvételt, melyben a február 15-i erbíli rakétatámadás négy gyanúsítottjának egyike beismeri, hogy 2020. novemberben találkozott egy másik gyanúsítottal, aki állítása szerint a Kata'ib Sayyid al-Shuhada, a Népi Mobilizációs Front egyik paramilitáris részének a tagja. Ugyanott hangzik el, hogy a rakétákat Iránban gyártották.

## Előzmények
A rakéta támadásokra Irak autonóm tartományában, Kurdisztán régió fővárosában, Erbilben került sor. A 2003-as amerikai invázió óta a terület nem olyan gyakran áll támadások kereszttűzében, mint Irak többi része.
A viszály az Amerikai Egyesült Államok és Irán között 2020. januárban romlott meg, mikor egy amerikai dróntámadásban a Bagdadi Nemzetközi Repülőtér környékén meggyilkolták a Kodsz Erők vezérőrnagyát, Kászem Szolejmánit és az iráni támogatású Csataib Hezbollah vezetőjét, Abu Mahdi al-Muhandiszt. A Trumop vezette kormány azzal indokolta a kivégzést, hogy Szolejmánit „fenyegető veszélynek” nevezte, miközben ez az irániak szerint az „állami terror” egyik megtestesülése. Ali Hámenei megfenyegette az USA-t, hogy „éles bosszút áll” a történtekért. Eközben Hasszán Rohani elnök szintén azt mondta, hogy ezt „meg fogjkják bosszulni.”  Az iráni Forradalmi Gárda pár nappal később indította a Mártír Szolejmáni hadműveletet, mely során ballisztikus rakétákkal vették célba az iraki amerikai reptereket. Ezekben egyetlen amerikai sem halt meg, de többek jelentős agykárosodást szenvedtek.
Hámenei 2020. decemberben megújította azt az esküjét, hogy bosszút áll Szolejmáni miatt, 2021. januárban pedig Amerika-ellenes tüntetések kezdődtek Bagdadban. Az amerikaiak még abban a hónapban 2500 fővel csökkentették a részvételüket a  CJTF–OIR-ben, abban az általuk vezetett koalíciós haderőben, melynek célja az Iraki és Levantei Iszlám Állam elleni harc Irakban és Szíriában,  A legtöbben az Erbili Nemzetközi Repülőtér közelében koncentrálódtak.
2019 óta katyusákkal, útmenti bombákkal, néha ellenséges tűzzel veszik célba a nyugati diplomáciai épületeket és az ott dolgozókat. Rakétatámadások kedvelt célpontjai az amerikai jelenlét megtestesítői, ezek közül is kiemelkedik a bagdadi amerikai nagykövetség épülete. A másik kedvenc célpontfajta az amerikai koalíciónak ellátmányt szállító konvojok sora. Az amerikai kormány Irán párti félkatonai egységeket tesz felelőssé a történtekért. A kurdisztáni regionális kormány vagy az erbili nemzetközi reptér elleni támadások rendkívül ritkának számítanak. 2020. szeptember óta ez volt az első alkalom, hogy a polgári repülőtér ellen támadást indítottak.

## Támadások

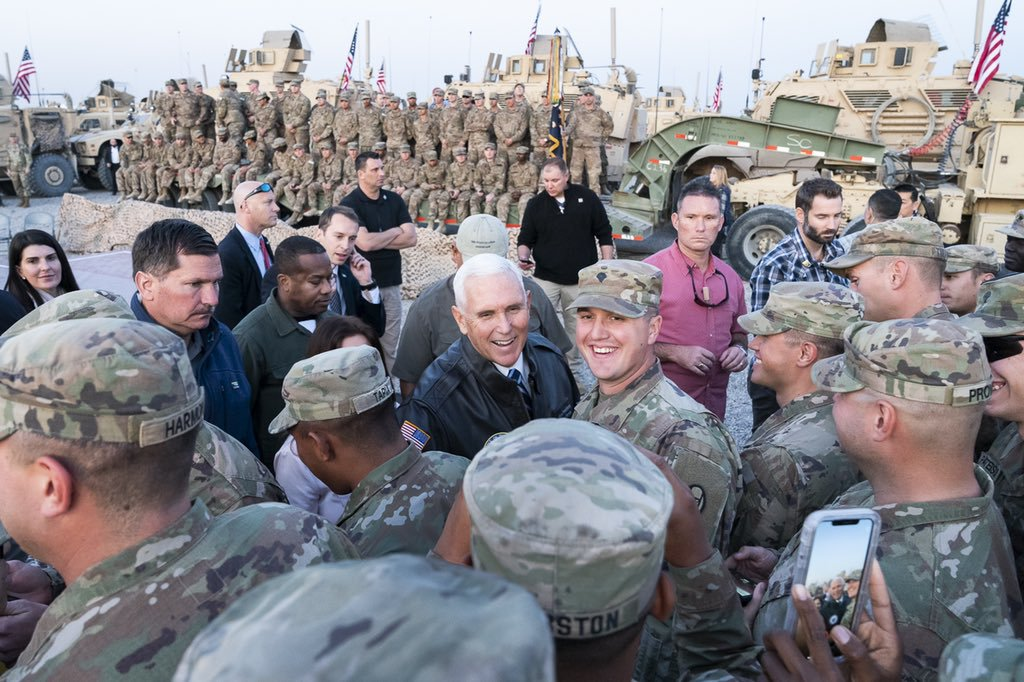
Mike Pence amerikai alelnök a repülőtér melletti amerikai légfitámaszpontnál 2019-ben.

2021. február 15-én helyi idő szerint 21:330 környékén nagyjából 14 darab 107mm-es rakétát lőttek ki Erbiltől délre, Kirkuk kormányzóság határának közelében, melyek közül három az amerikaiak és szövetségeseik támaszpontjául szolgáló légi bázison csapódott be. A többi rakéta a város északi részét találta el, több a reptér melletti polgári területekre hullott. A Rudaw kurd hírügynökség szerint két rakéta egy lakóövezetben csapódott be, egy rakéta egy állatpiacot talált el, ezen felül pedig a kínai konzulátus is megrongálódott. A szirénák megszólaltak a városban, és több embert kórházba kellett szállítani. A repteret lezárták, és biztonsági okokból felfüggesztették a járatok fogadását és indítását. Eközben a kurd hatóságok felszólították Erbil lakosságát, hogy maradjanak távol az érintett területtől, és ha lehet, maradjanak otthon. Autókban és más ingóságokban is okoztak kárt a kilőtt rakéták.
Egy fülöp-szigeteki szerződésest megöltek és nyolc embert megsebesítettek a támadás alatt, köztük egy amerikai szolgálatost is, akinek agyrázkódása lett. 2021. február 22-én meghalt egy iraki sérült, aki komoly sérüléseket szerzett a robbanáskor. Így összesen két ember halt meg.

## Felelősség
Kezdetben tisztázatlan volt, kik voltak az elkövetők, és rögtön egyik csoport sem vállalta magára a felelősséget. Még aznap elkezdték felderíteni iraki biztonsági szakértők, hogy honnan indíthatták a támadást. Eközben amerikai tisztviselők kijelentették, hogy az amerikai szervek együtt fognak dolgozni az irakiakkal, hogy felelősségre vonják a valódi felelősöket.
Egy kevésbé ismert síita fegyveres csoport, az úgynevezett Saraya Awliya al-Dam, – magyarul a Vér Örzői Dandár – vállalta magára a felelősséget. Bizonyítékot azonban nem mutatott fel azzal kapcsolatban, hogy tényleg közük lenne a támadáshoz. A pár iraki szerint Iránhoz kapcsolódó csoport azt állította, „ellenzik az amerikai megszállást”, és további merényleteket terveznek amerikai erők ellen. Azonban Michael Knights, a The Washington Institute for Near East Policy Irak- és Irán-szakértője szerint az iráni támogatottságú Asa'ib Ahl al-Haq állhat a támadás mögött. Február 16-án az iráni Külügyminisztérium szóvivője, Saeed Khatibzadeh azt mondta, Irán ellenez „minden olyan cselekedetet, mely megsérti Irak biztonságát.”  Ugyanakkor visszautasította több iraki tisztviselő gondolatát, mely szerint kapcsolatban állnának a Saraya Awliya al-Dammal, és elítélték azt a "gyanús próbálkozást, mely szerint [a támadást] Iránnal hozzák összefüggésbe."
A Kurdisztáni Demokratikus Párt szóvivője, Mahmoud Mohammed azt állította, hogy az iraki Népi Mobilizációs Erőhöz köthető fegyveresek felelősek a támadásokért. Ezt a PMF Északi Frontjának a kapcsolatokért felelős vezetője, Sayed Ali Hosseini cáfolta.

## Következmények
A támadás az iraki amerikai koalíció ellen az elmúlt évben végrehajtott legsúlyosabb, legtöbb áldozatot követelő támadása volt. 2020 vége óta et volt az első alkalom, hogy egy nyugati katonai vagy diplomáciai létesítmény ellen indítanak támadást. A Biden vezette kormány felállása óta ez volt a legsúlyosabb támadás amerikaiak ellen, mely lángra lobbantotta az eszkalációtól való félelmet, és sokan úgy látják, ez az első komoly teszt, hogy mit lép Joe Biden amerikai elnök Iránnal szemben. Caroline Rose, a washingtoni székhelyű Newlines Institute for Strategy and Policy vezető elemzője szerint a támadás a megfélemlíés zenetét közvetítette a szövetségi iraki kormány és Biden felé is. Jonathan Spyer, a Middle East Center for Reporting and Analysis igazgatója szerint a támadás az újonnan alakult amerikai kormánynak szánt iráni üzenet volt.
Február 17-én Bagdad Zöld Zónájában az amerikai nagykövetség aktiválta a légvédelmi rendszerét, és felderítő helikopterek emelkedtek a levegőbe. A döntés mögötti indokokat nem hozták nyilvánosságra.
Másnap a NATO bejelentette, hogy az iraki kormány kérésére kiterjeszti az iraki felkészítő misszióját, az ott állomásozó csapatok méretét pedig 500 főről 4000-re növeli.
Február 25-én az Amerikai Egyesült Államok Légiereje Szíriában légicsapást intézett az iráni támogatású csapatok fontos infrastruktúrái ellen. A Biden által engedélyezett légicsapásokban a Csataib Hezbollah és a Kata'ib Sayyid al-Shuhada állásait valamint egy hatéárellenőrző pontot lőttek Abu Kamal körzetben. A milícia egy halálos áldozatról számolt be, de helyi tudósítások 17 halottat jelentettek.

## Reakciók
Musztafa al-Kadími iraki miniszterelnök a támadás kivizsgálását követelte, Barhám Száleh elnök pedig „komoly eszkalációnak” nevezte a történteket, mely „aláássa azokat a t9örekvcvéseket, melyek megpróbálják megszilárdítani az irakiak biztonságát.” Yahya Rasoul, az iraki hadsereg szóvivője azt mondta, Irak „nem lesz egy olyan aréna, ahol pontokat lehet gyűjteni.” A Kurdiisztán régió miniszterelnöke, Masrour Barzani elítélte a támadást. Antony Blinken amerikai külügyminiszter "felháborodásának adott hangot," és részvétét fejezte ki az áldozatok miatt. Eközben a Fehér Ház sajtótitkára Jen Psaki azt mondta, Amerika „fel volt háborodva" a támadás miatt. Lloyd Austin amerikai védelmi minisztert elszomorította a támadás, míg Ned Price azt mondta, lesznek még következményei a támadásoknak.